# Sklené (district de Turčianske Teplice)
Pour les articles homonymes, voir Sklené.
Sklené (en allemand : Glaserhau, en hongrois : Turócnémeti) est un village du district de Turčianske Teplice, dans la région de Žilina, en Slovaquie.

## Histoire
La première mention écrite du village date de 1360.

## Démographie

### Évolution de la population
| Année:               | 1994. | 2004.   | 2014.   | 2024.   |
| -------------------- | ----- | ------- | ------- | ------- |
| Nombre de personnes: | 874   | 788     | 738     | 666     |
| Différence:          |       | -9,83 % | -6,34 % | -9,75 % |

| Année:               | 2023. | 2024.   |
| -------------------- | ----- | ------- |
| Nombre de personnes: | 674   | 666     |
| Différence:          |       | -1,18 % |